# Fluido newtoniano
In meccanica dei fluidi un fluido newtoniano (dal nome del fisico Isaac Newton) è un fluido che ha come legge costitutiva la legge di Stokes di indipendenza della viscosità dalla posizione:
{\displaystyle \tau =\mu \nabla u}
Sono i fluidi viscosi con il modello matematico più semplice: sono più complessi soltanto del fluido inviscido (ideale).
Presentano infatti un legame di proporzionalità diretta tra lo sforzo deviatorico e la velocità di flusso; la costante di proporzionalità si chiama "viscosità".

## Esperienza
Newton studiò questo caso. Suppose di intrappolare un fluido tra due piani e di muovere uno di essi; pensò poi di misurare la forza che doveva esercitare per mantenere il piano in moto uniforme, e vide che era costante:
{\displaystyle {\frac {F}{S}}=\mu {\Delta v \over \Delta h}}
dove: 
- {\displaystyle F}: forza che viene applicata ai piani di misurazione
- {\displaystyle S}: superficie dei due piani
- {\displaystyle \mu }: viscosità dinamica del materiale che scorre
- {\displaystyle \Delta v}: differenza di velocità tra i due piani
- {\displaystyle \Delta h}: distanza tra i due piani

Per un fluido newtoniano, la viscosità dipende dalla temperatura e dalla pressione (e dalla composizione chimica del fluido se esso non è una sostanza pura), e non dalla forza applicata.

## Descrizione matematica

Rappresentazione degli sforzi tangenziali agenti su un fluido.

Una semplice equazione che descrive il comportamento di un fluido newtoniano è la seguente:
{\displaystyle \tau =\mu {\frac {du}{dy}}}
dove:
- {\displaystyle \tau } è lo "sforzo di deformazione" esercitato dal fluido e calcolato in Pascal [Pa];
- {\displaystyle \mu } è la viscosità dinamica del fluido, in [Pa·s];
- {\displaystyle {\frac {du}{dy}}} è il gradiente di velocità perpendicolare alla direzione della deformazione, in [s-1].

I fluidi newtoniani rappresentano la maggior parte dei fluidi che si incontrano nella vita di tutti i giorni (aria, acqua, olio...): essi continuano a scorrere nonostante venga applicata su di essi una qualsiasi forza. Non sono invece newtoniani vernici, sangue, dentifricio e in genere i fluidi polimerici.
Se il fluido è incomprimibile e ha una viscosità costante, l'equazione che governa lo "sforzo di taglio", in un sistema di coordinate cartesiane, è:
{\displaystyle \tau _{ij}=\mu \left({\frac {\partial v_{i}}{\partial x_{j}}}+{\frac {\partial v_{j}}{\partial x_{i}}}\right)}
mentre il tensore comovente di taglio {\displaystyle \mathbb {P} } (scritto anche come {\displaystyle \mathbf {\sigma } }) è pari a:
{\displaystyle \mathbb {P} _{ij}=-p\delta _{ij}+\mu \left({\frac {\partial u_{i}}{\partial x_{j}}}+{\frac {\partial u_{j}}{\partial x_{i}}}\right)}
dove:
- {\displaystyle \tau _{ij}} è lo sforzo sull'i-esima superficie del fluido nella direzione j-esima;
- {\displaystyle v_{i}} è la velocità lungo l'i-esima direzione;
- {\displaystyle x_{j}} è la coordinata della j-esima direzione.

Ogni fluido che non obbedisce a questa legge è detto "non newtoniano".
Nelle applicazioni analitiche e numeriche della fluidodinamica, il fatto di lavorare con fluidi newtoniani (assolutamente comune, si pensi alle applicazioni aeronautiche che coinvolgono l'aria o quelle navali in cui è utilizzata l'acqua) permette di semplificare notevolmente le equazioni che descrivono il campo di moto di quel fluido (equazioni di Navier-Stokes) rendendole più velocemente risolvibili in termini numerici e, in alcuni casi, anche in termini analitici.